# Vingt Mille Lieues sous les mers
Pour les articles homonymes, voir Vingt Mille Lieues sous les mers (homonymie).
Vingt Mille Lieues sous les mers est un roman d'aventures de Jules Verne, paru en 1869-1870. Il relate le voyage de trois naufragés capturés par le capitaine Nemo, mystérieux inventeur qui parcourt les fonds des mers à bord du Nautilus, un sous-marin très en avance sur les technologies de l'époque.
Il est l'un des dix livres les plus traduits au monde (174 langues d'après certaines sources,). La recherche officielle comptabilise (chiffres de 2005), 57 langues. Il a fait l'objet de nombreuses adaptations que ce soit, entre autres, au cinéma, à la télévision ou en bande dessinée.

## Résumé
L'apparition d'une bête monstrueuse en 1866 dans plusieurs mers du globe défraie la chronique. L'animal, rapide, fusiforme et phosphorescent, est responsable de plusieurs naufrages, brisant le bois et l'acier des navires avec une force colossale. De retour d'une expédition dans le Nebraska, Pierre Aronnax, professeur suppléant au Muséum national d'histoire naturelle, émet l'hypothèse d'un narval géant.
Les compagnies d'assurances maritimes menacent d'augmenter leurs prix et demandent que le monstre soit éliminé. Une grande chasse est alors organisée à bord de l’Abraham Lincoln, fleuron de la marine américaine, mené par le commandant Farragut. Aronnax reçoit une lettre du secrétaire de la Marine lui demandant de rejoindre l’expédition pour représenter la France. Le scientifique embarque avec son fidèle domestique flamand, Conseil. À bord, ils font la connaissance de Ned Land, harponneur originaire de Québec. Après des mois de navigation, la confrontation avec le monstre a enfin lieu, et l'Abraham Lincoln est endommagé. Un choc entre le monstre et la frégate projette Aronnax et Ned par-dessus bord. Conseil se jette alors à l'eau pour secourir son maître. Tous trois échouent finalement sur le dos du monstre, qui n'est autre qu'un sous-marin en tôle armée. Les naufragés sont faits prisonniers et se retrouvent à bord du mystérieux appareil. Ils font alors connaissance du capitaine Nemo, qui refuse de leur rendre la liberté.

« Vous êtes venus surprendre un secret que nul homme au monde ne doit pénétrer, le secret de toute mon existence ! Et vous croyez que je vais vous renvoyer sur cette terre qui ne doit plus me connaître ! Jamais ! En vous retenant, ce n’est pas vous que je garde, c’est moi-même ! »

Alors que Ned ne cherche qu'à s'évader, Aronnax éprouve une certaine curiosité pour Nemo, cet homme qui a fui le monde de la surface et la société. Le capitaine consent à révéler au savant les secrets des mers. Il lui fait découvrir le fonctionnement de son sous-marin, le Nautilus, et décide d’entreprendre un tour du monde des profondeurs. Nos héros découvrent des trésors engloutis, l'Atlantide et des épaves d'anciens navires, s'aventurent sur les îles du Pacifique et la banquise du pôle Sud, chassent dans les forêts sous-marines et combattent des calmars géants. Aronnax finit par découvrir que Nemo utilise le Nautilus comme une machine de guerre, un instrument de vengeance contre les navires appartenant à une « nation maudite » à laquelle il voue une terrible haine.

« Je suis le droit, je suis la justice ! me dit-il. Je suis l’opprimé, et voilà l’oppresseur ! C’est par lui que tout ce que j’ai aimé, chéri, vénéré, patrie, femme, enfants, mon père, ma mère, j’ai vu tout périr ! Tout ce que je hais est là ! »

Aronnax, Ned et Conseil parviennent à s’échapper. Ils s’embarquent à bord d'une chaloupe et accostent sur une des îles Lofoten. Ils ne sauront jamais ce qu’est devenu le Nautilus, peut-être englouti dans un maelström.

## L’œuvre

### Genèse et conception
La gestation de Vingt Mille Lieues sous les mers fut une des plus longues de l'histoire des Voyages extraordinaires. L'idée de ce roman date de l'été 1865. Jules Verne le conçut à la suite d'une suggestion épistolaire de George Sand, amie d'Hetzel, qui avait fort apprécié Cinq semaines en ballon et Voyage au centre de la Terre. La lettre de la romancière, par laquelle elle pressait l'imagination de l'écrivain, est restée à la postérité par les soins de Jules Verne lui-même qui, fier d'avoir intéressé un auteur qu'il estimait fort, l'a communiquée, en 1897, à Adolphe Brisson venu l'entretenir à Amiens. Voici le paragraphe inspirateur, : 

« Je vous remercie, Monsieur, de vos aimables mots mis en deux saisissants ouvrages qui ont réussi à me distraire d'une bien profonde douleur et à m'en faire supporter l'inquiétude. Je n'ai qu'un chagrin en ce qui les concerne, c'est de les avoir finis et de n'en avoir pas encore une douzaine à lire. J'espère que vous nous conduirez bientôt dans les profondeurs de la mer et que vous ferez voyager vos personnages dans ces appareils de plongeurs que votre science et votre imagination peuvent se permettre de perfectionner »

— George Sand, lettre du 25 juillet 1865
Jules Verne pense d'abord intituler le roman Le Voyage sous les eaux. La première allusion au roman date d'août 1866, alors que Verne termine le troisième tome des Enfants du capitaine Grant. [source secondaire nécessaire]

« Je prépare aussi notre Voyage sous les eaux, et mon frère et moi, nous arrangeons toute la mécanique nécessaire à l'expédition. Je pense que nous emploierons l'électricité, mais ce n'est pas encore décidé tout à fait. »

— Lettre à Pierre-Jules Hetzel du 10 août 1866.
Mais un fait inattendu va venir dérégler cette mécanique : en août 1866, Théophile Lavallée meurt, alors qu'il venait de commencer une Géographie illustrée de la France et de ses colonies, qu'Hetzel lui avait demandée. Il n'en avait écrit que la préface. L'éditeur, un peu désemparé, se rabat sur Verne et lui suggère de s'atteler à cette tâche. Le mot n'est pas trop fort, car l'écrivain, dans ses lettres à Hetzel de l'époque, signera souvent « votre bête de somme ». Tout en finissant le troisième tome de Grant, il s'attaque à ce pensum fastidieux, moyennant une bonne rémunération[source secondaire nécessaire].

« Je travaille comme un forçat, imagine-toi, mon cher père, que je fais un dictionnaire ! oui, un dictionnaire sérieux !! C'est une géographie de la France illustrée. Un département par livraison de 10 centimes. Une affaire, en un mot. C'est Théophile Lavallée qui avait commencé l'ouvrage. Il avait fait l'introduction. Mais il est mourant, et j'ai accepté de continuer l'affaire qui ne sera signée que de moi, sauf ladite introduction. »

— Lettre à Pierre Verne du 29 janvier 1866.
Jules Verne termine la Géographie dans les premiers mois de l'année 1868. Mais, dès 1867, il écrit à Hetzel[source secondaire nécessaire] :

« Je travaille ferme, mais, comme vous le dites, mon cher Hetzel, il faudra bien, après 15 mois d'abstinence, que mon cerveau éclate ; ce sera tant mieux pour le Voyage sous les eaux ; il y aura pléthore, et je me promets de m'en donner à cœur joie. Mais, pour être franc, je regrette mon Polonais ; je m'étais habitué à lui, nous étions bons amis, et d'ailleurs, c'était plus net, plus franc. »

— Lettre à Pierre-Jules Hetzel du 29 juillet 1867.
Preuve que Verne avait déjà discuté avec son éditeur de la nationalité du capitaine Nemo et que ce dernier, pour des raisons commerciales, ne voulait pas de ce « Polonais ».
Cependant, Verne reste enthousiaste au sujet de son roman[source secondaire nécessaire].

« Je travaille avec rage. Il m'est venu une bonne idée qui naît bien du sujet. Il faut que cet inconnu n'ait plus aucun rapport avec  l'humanité dont il s'est séparé. Il n'est plus sur terre, il se passe de la terre. La mer lui suffit, mais il faut que la mer lui fournisse tout, vêtement et nourriture. Jamais il ne met le pied sur un continent. Les continents et les îles viendraient à disparaître sous un nouveau déluge, qu'il vivrait tout comme, et je vous prie de croire que son arche sera un peu mieux installée que celle de Noé. Je crois que cette situation "absolue" donnera beaucoup de relief à l'ouvrage. Ah ! mon cher Hetzel, si je ratais ce livre-là, je ne m'en consolerais pas. Je n'ai jamais eu un plus beau sujet entre les mains. »

— Lettre à Pierre-Jules Hetzel du 28 mars 1868.
Rédigée en sa villa « La Solitude » dans la commune du Crotoy, l'œuvre ne trouve son titre définitif qu'en ce printemps de l'année 1868 ; Verne avait hésité auparavant entre Voyage sous les eaux, Vingt Mille Lieues sous les eaux, Vingt-cinq Mille Lieues sous les océans, Mille Lieues sous les océans… avant d'opter pour Vingt Mille Lieues sous les mers (le mot lieue désigne ici la lieue métrique, égale à quatre kilomètres ; le titre indique ainsi la longueur totale du voyage et non la profondeur, soit quatre-vingt mille kilomètres).
Cependant, la tension monte entre l'écrivain et l'éditeur. Ce dernier suggère à Verne de rallonger son roman et de prévoir une troisième partie où il pourrait développer d'autres scènes, par exemple « Ned Land fuyant tout seul un jour – abordant un rocher, une île déserte, puis repêché, repris à demi-mort, pardonné » ou alors « sauver des petits Chinois ravis par des pirates chinois. Ils ne sont pas dangereux – ils sont drôles, on les fait rapatrier par le canot, ils n'y ont vu que du feu. Nemo ne peut pas s'en inquiéter. On pourrait en garder un à bord. Personne ne le comprend, il ne comprend personne, il égayerait le Nautilus. Mais ceci c'est affaire à vous. ». Hetzel propose même à Verne de faire de Nemo un anti-esclavagiste qui poursuit les négriers. L'écrivain ne voit en son héros que l'« Homme des eaux », farouche et solitaire. Agacé par toutes les tentatives de l'éditeur, il répond[source secondaire nécessaire] :

« Vous m'avez dit : l'abolition de l'esclavage est le plus grand fait économique de notre temps. D'accord, mais je crois qu'il n'a rien à voir ici. L'incident de John Brown me plaisait par sa forme concise, mais, à mes yeux, il amoindrit le capitaine. Il faut conserver le vague et sur sa nationalité, et sur sa personne, et sur les causes qui l'ont jeté dans cette étrange existence. De plus, l'incident d'un Alabama, ou d'un faux Alabama, est inacceptable et inexplicable. Si Nemo voulait se venger des esclavagistes, il n'avait qu'à servir dans l'armée de Grant, et tout était dit. […] Pour le capitaine Nemo, c'est autre chose… Vous comprenez bien que si c'était un bonhomme à refaire – ce dont je suis parfaitement incapable, car depuis deux ans que je vis avec lui, je ne saurais le voir autrement –, ce n'était pas un jour qu'il fallait rester à Paris, mais un mois — ce qui m'était impossible. »

— Lettre à Pierre-Jules Hetzel du 17 mai 1869.
Il est toutefois une suggestion de l'éditeur à laquelle Jules Verne se rallia sans difficulté : ce fut, pour les illustrations, de prêter à Nemo les traits du colonel Charras, un ancien ami politique de l'éditeur, compagnon de combat et d'exil, mort quelques années auparavant, en 1865, sans avoir remis le pied sur le sol français depuis les proscriptions de 1852.
Le roman est tout d'abord diffusé en feuilleton dans le Magasin d'éducation et de récréation du 20 mars 1869 au 20 juin 1870. Le premier tome paraît en octobre 1869, le second en juin 1870. En raison de la guerre franco-prussienne et des événements de la Commune qui s'ensuivirent, la grande édition illustrée n'est publiée que le 16 novembre 1871.

### Les personnages

#### Pierre Aronnax
Docteur en médecine devenu professeur suppléant au Muséum national d'histoire naturelle de Paris, c'est le narrateur du roman. Quadragénaire, spécialiste de minéralogie, de botanique et de zoologie, il pose sur les choses un regard à la fois averti et curieux qui explique les nombreuses digressions scientifiques du roman. Auteur d'un ouvrage à succès, Les Mystères des grands fonds sous-marins, il aura l'occasion, avec son domestique Conseil, d'utiliser ses connaissances en ichtyologie. Alors qu'il part, au début du roman, accompagné de Conseil, sur les traces d'un « monstre marin », un accrochage entre ce dernier et le navire de recherche (l’Abraham Lincoln, de la Marine américaine) a lieu, et les deux hommes, ainsi qu'un harponneur, Ned Land, passent par-dessus bord. Après une nuit de dérive en mer, alors qu'ils sont au bord de la mort, ils sont recueillis par l'équipage d'un navire sous-marin, commandé par le capitaine Nemo. Le « monstre marin » s'avère finalement n'être rien d'autre que le Nautilus, en avance de plusieurs décennies sur son époque. Les trois hommes sont hébergés, nourris et traités comme des membres d'équipage normaux, à la seule et unique condition, imposée par le capitaine Nemo, qu'ils ne pourront plus jamais quitter le Nautilus, sauf morts, afin d'en préserver le secret.

#### Conseil
Domestique d'Aronnax, âgé de 30 ans, décrit par son maître comme « un brave Flamand […] un être flegmatique par nature, régulier par principe, zélé par habitude, s'étonnant peu des surprises de la vie, très adroit de ses mains, apte à tout service, et, en dépit de son nom, ne donnant jamais de conseils ». À force de côtoyer les savants du Muséum, Conseil est devenu un spécialiste de la classification des espèces selon la classification linnéene, même s'il est incapable de les reconnaître de visu. Jules Verne lui a donné le nom de l'ingénieur Jacques-François Conseil, inventeur d'un bateau semi-submersible, dont il avait fait la connaissance dans les années 1860. Il est hébergé par le capitaine Nemo et son équipage à bord du Nautilus, en compagnie du harponneur Ned Land et de son maître, le professeur Aronnax.

#### Ned Land
Canadien français, ce géant colérique, harponneur à bord de l’Abraham Lincoln de la marine américaine, chasseur de baleines émérite, est aussi un grand conteur (le narrateur le qualifie d'« Homère canadien »). Il s'attache à Pierre Aronnax avec lequel il peut parler français et apporte des compétences pratiques qui complètent les connaissances théoriques du savant. Son nom, Land, en anglais « terre », est ironique pour un marin. Il cherche constamment à s'évader du Nautilus et apprécie peu la vie ou la nourriture aquatique qu'on y sert.

#### Le capitaine Nemo
Personnage emblématique du roman, le capitaine Nemo est un homme froid, distant, très intelligent (il était autrefois ingénieur de profession), qui déteste le genre humain pour des raisons qui lui sont propres, détaillées dans le roman. D'après lui, le bonheur procuré par la vie est présent uniquement dans la mer qui recèle nourriture, énergie et multiples merveilles. Pour échapper à la « vie sur terre », rongée par la haine et les vices de l'homme, il décide, avec bon nombre de ses amis ingénieurs, de mettre au point le sous-marin Nautilus, véritable merveille technologique, dont il est nommé capitaine. Cette machine est pour lui une libération : il peut enfin vivre à son gré, loin des préoccupations futiles des hommes vivant sur la Terre. On ne sait pas quelle est sa destinée à la fin du roman.
À propos du capitaine Nemo :
- Son nom a été réutilisé dans le film Le Monde de Nemo, des studios d'animation Pixar. Le producteur délégué du film a en effet adoré et voulu rendre hommage au roman de Jules Verne.
- Jules Verne voulait en faire un Polonais dont la famille aurait été victime de l'oppression russe, mais son éditeur s'y opposa.
- Son nom signifie en latin « personne » au sens négatif, allusion à Ulysse et Polyphème dans l’Odyssée d'Homère.

#### Personnages secondaires
- le capitaine Anderson ;
- le commandant Farragut ;
- le second du capitaine Nemo.

L'équipage du Nautilus reste dans l'ombre, si bien que seul le second du capitaine apparaît de temps en temps, ce qui ajoute d'autant plus de mystère à l'énigmatique vaisseau.

### Thèmes abordés dans le roman
Roman initiatique, où les héros pénètrent au cœur de l'inconnu (le fond des océans), Vingt Mille Lieues sous les mers témoigne une fois de plus de l'imagination de son auteur. Si Jules Verne s'appuie sur les connaissances scientifiques de son époque pour décrire le milieu marin, il fait également œuvre d'anticipation en imaginant la possibilité de descendre à des profondeurs encore inexplorées à cette date. De même, le Nautilus passe sous le canal de Suez avant sa percée officielle, et sous l'Antarctique, avant d'aborder le continent du pôle Sud.
Jules Verne fournit au fil des pages quelques descriptifs précis dans les domaines de l'océanographie, la biologie marine et l'ichtyologie.

« L'embranchement des zoophytes offrait de très curieux spécimens de ses deux groupes des polypes et des échinodermes. Dans le premier groupe, des tubipores, des gorgones disposées en éventail, des éponges douces de Syrie, des isis des Moluques, des pennatules, une virgulaire admirable des mers de Norvège, des ombellules (en) variées, des alcyonnaires, toute une série de ces madrépores que mon maître Milne-Edwards a si sagacement classés en sections, et parmi lesquels je remarquai d'adorables flabellines, des oculines de l'île Bourbon, le « char de Neptune » des Antilles, de superbes variétés de coraux, enfin toutes les espèces de ces curieux polypiers dont l'assemblage forme des îles entières qui deviendront un jour des continents. »

— Vingt Mille Lieues sous les mers, première partie, chapitre 11
 Quant au calmar géant qui s'en prend au Nautilus, il  s'inspire du récit de Frédéric Bouyer, capitaine de l’Alecton, qui avait tenté d'en harponner et capturer un neuf ans auparavant, ce qui avait donné lieu à de nombreux articles de presse,; toutefois, Verne dépeint l'animal comme un monstre de légende, assez éloigné de la créature réelle décrite par Bouyer.

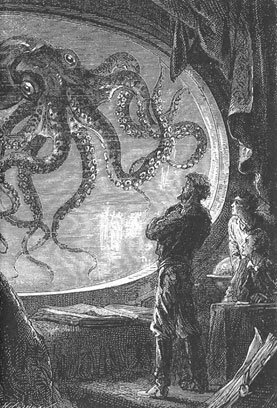
Un « calmar géant » à la morphologie proche du poulpe fait face au Nautilus, par Édouard Riou.

L'auteur manifeste par la voix de Nemo et du professeur Aronnax sa réprobation de la chasse ou la pêche d'animaux quand elle menace des populations ou des espèces (baleines australes, phoques, morses, lamantins), ou déséquilibre un écosystème.
Le roman est également prétexte à anticiper à partir de la technologie de l'époque, en décrivant un sous-marin infiniment plus performant que les modèles qui existaient lorsque Jules Verne écrivit son roman. Ainsi nommé en hommage au Nautilus, mis au point en 1797 par l'ingénieur américain Robert Fulton, il marche à l'électricité, qu'il produit en utilisant les ressources minérales que le milieu marin offre généreusement au capitaine Nemo. Dans la réalité, il faudra attendre trente ans après la parution du roman pour voir apparaître le Narval, premier sous-marin opérationnel qui utilise une propulsion mixte, machine à vapeur et électricité. Le premier sous-marin nucléaire est nommé USS Nautilus (SSN-571) et est inauguré en 1954.
Concernant la plongée sous-marine, le scaphandre autonome et la chasse sous-marine, Jules Verne cite notamment les noms de Benoît Rouquayrol, Auguste Denayrouze, Heinrich Daniel Ruhmkorff, Cowper Phipps Coles (qu'il nomme Philippe Coles). L'imprécision orthographique rend parfois la tâche des historiens difficile, ainsi ce « chimiste autrichien Leniebroek » que les spécialistes et amateurs chercheront à identifier.
Parmi les autres thèmes développés par l'auteur on peut citer[réf. nécessaire] :
- l’éloge de la technologie et de la « fée Électricité » (en opposition à la vapeur) qui permet d’actionner les machineries du Nautilus ;
- l’isolement dans les profondeurs des océans d’un homme mis au ban de la société pour des raisons obscures et qui veut cacher des secrets (d’où le nom de « Nemo ») ;
- le désir de liberté (qu’éprouve ardemment le personnage de Ned Land) ;
- le désir de conquête (qu’éprouve le capitaine Nemo lorsqu’il déploie son drapeau en débarquant au pôle Sud) ;
- le désir de destruction pour des raisons idéologiques et que Verne condamne.

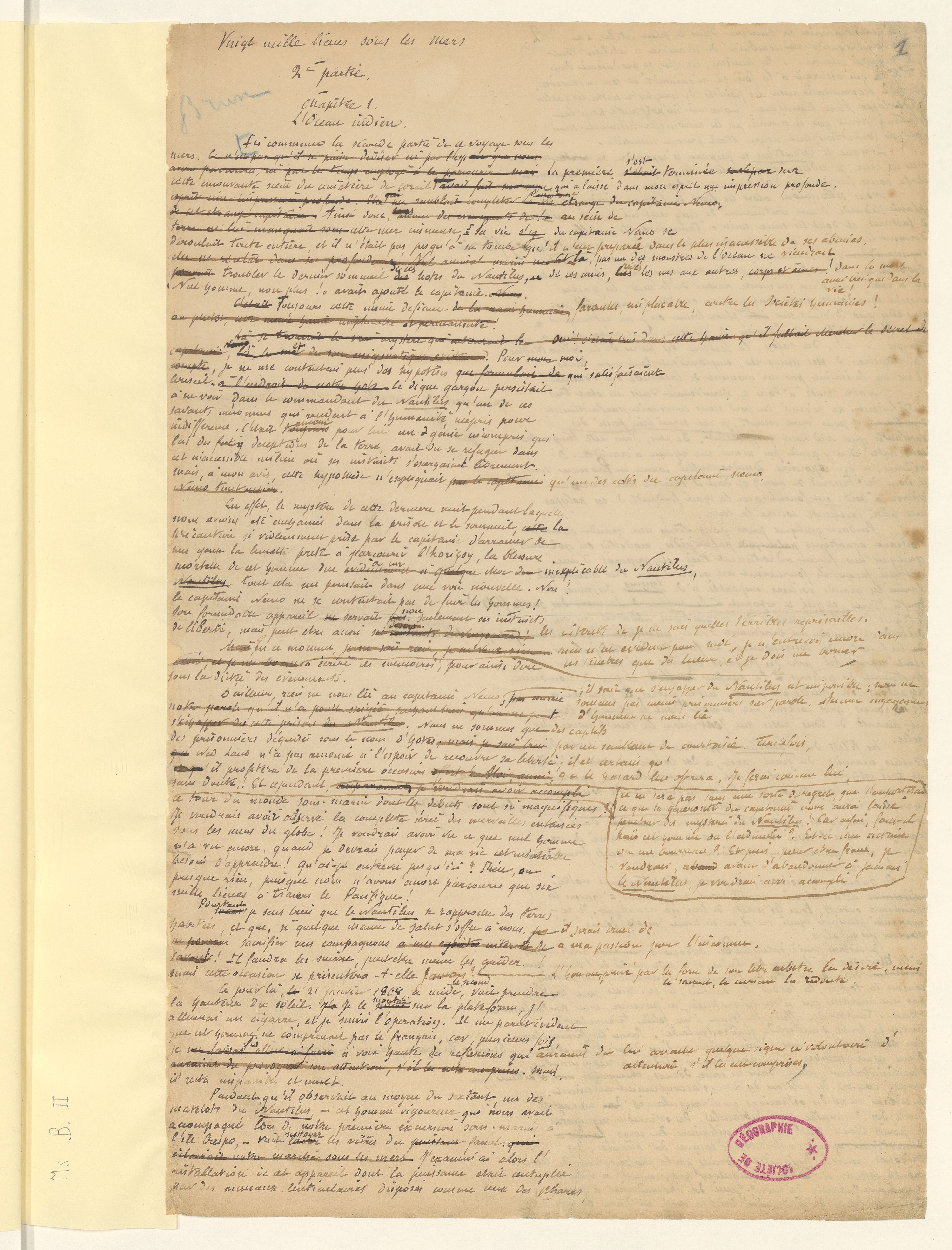
Première page du manuscrit de Vingt Mille Lieues sous les mers conservé à la Bibliothèque nationale de France.

### Le manuscrit
Un an après la mort de Jules Verne, son fils Michel Verne offre le manuscrit du roman au géographe Roland Bonaparte, qui le cède plus tard à la Société de géographie, qu'il préside. En 2010, le manuscrit est acquis par l’État, grâce au Fonds du Patrimoine. Il est dorénavant conservé au département des cartes et plans de la Bibliothèque nationale de France. Après numérisation, le manuscrit est mis en ligne en mars 2014 sur le site Gallica,.
En 2014, les Éditions des Saints Pères, spécialisées dans la publication de manuscrits originaux, publient dans une collection de luxe le fac-similé du manuscrit de Jules Verne. Seuls mille exemplaires de cet ouvrage ont été édités[source secondaire nécessaire].

## Adaptations
Le roman a donné lieu à plusieurs adaptations, parmi lesquelles :

### Cinéma / Télévision
- Vingt Mille Lieues sous les mers (1907), film français muet de Georges Méliès ;
- Vingt Mille Lieues sous les mers (1916), film américain muet  de Stuart Paton ;
- Vingt Mille Lieues sous les mers (1954), film américain de Richard Fleischer pour les studios Disney. James Mason incarne le capitaine Nemo et Paul Lukas, Peter Lorre et Kirk Douglas campent ses invités. Gardant un aspect industriel fin XIXe siècle, il est considéré comme un précurseur du style futur à vapeur ;
- Le Capitaine Nemo (1975), film soviétique en trois épisodes de Vassili Levine;
- Vingt Mille Lieues sous les mers  (1997), téléfilm américain de Rod Hardy, avec Michael Caine dans le rôle du capitaine Nemo ;
- 20,000 Leagues Under the Sea (1997), téléfilm britannique de Michael Anderson, avec Ben Cross dans le rôle du capitaine Nemo ;
- Nemo (1999), projet de film inachevé de Christophe Gans sur un scénario coécrit avec Thierry Cazals, Roger Avary et Michael Cooper. L'histoire relate la genèse du Nautilus avec un Nemo soldat pendant la guerre civile américaine[32],[33].
- Mysterious Island (en) (téléfilm) (2005) : Patrick Stewart dans le rôle du capitaine Nemo.
- 30,000 Leagues Under the Sea (2007) : le film met en scène Lorenzo Lamas dans le rôle du lieutenant Aronnax et Sean Lawlor dans le rôle du capitaine Nemo.
- Nautilus, une série télévisée anglo-américaine d'aventure en dix épisodes créée par James Dormer revisitant l'histoire du capitaine Nemo et de son équipage.

Le capitaine Nemo fait également son apparition dans :
- Le Dirigeable volé (1967), film italo-tchécoslovaque de Karel Zeman
- Le Capitaine Nemo et la ville sous-marine (1969), film britannique de James Hill avec Robert Ryan
- L'Île mystérieuse (1973), série télévisée française avec Omar Sharif dans le rôle du capitaine Nemo
- La Ligue des gentlemen extraordinaires (2003), film américano-danois de Stephen Norrington inspiré du comic éponyme
- Once Upon A Time (2016), série américaine avec Faran Tahir dans le rôle du capitaine Nemo, dans la saison 6.

### Théâtre
- En 2013, Sydney Bernard adapte Vingt Mille Lieues sous les mers où la mise en scène lyrique et fantastique à bord d'un Nautilus réaménagé est présentée aux enfants à partir de 7 ans[34].
- En 2015, Christian Hecq et Valérie Lesort adaptent le roman de Jules Verne au théâtre du Vieux-Colombier. Transposée dans un univers steampunk et fantastique, la production fait appel à des marionnettes manipulées par les comédiens, pour la première fois à la Comédie-Française[35]. Le spectacle reçoit le Molière de la création visuelle en 2016.

### Disques
- 1955 : adaptation du film de Richard Fleischer dans la collection Le Petit Ménestrel (ALB11), avec les voix de Jean Gabin (Nemo), Jean-Pierre Lituac (Aronnax), Jacques Galipeau (Ned Land) et Frédéric O'Brady (Conseil), musique de Maurice Jarre[36] ;

- 1972 : nouvelle adaptation du film de Richard Fleischer dans la collection Le Petit Ménestrel, avec la voix de Dominique Paturel ;

- 2008 : adaptation du roman chez Frémeaux & Associés, avec Charles Aznavour (Nemo) et Jacques Gamblin (Aronnax), musique de Yassen Vodenitcharov.

### Bandes dessinées et livres autres que l'original
- 20 000 Lieues sous les mers, scénario de Jean-Christophe Vergne, dessins de Ramón de la Fuente, Nathan, 1980  (ISBN 84-201-0239-3).
- Nemo, le capitaine vengeur, scénario de Hugot, dessins de Jean-Marc Rochette, Bayard, 1988  (ISBN 2-7009-4053-9) (bande dessinée pour la jeunesse publiée en feuilleton dans Okapi)
- Nemo, bande dessinée en quatre tomes de Brüno, parus entre 2001 et 2004.
- 20000 Lieues sous les mers, de Gary Gianni, Mosquito, 2018  (ISBN 978-2-352-83502-8)
- On retrouve le personnage du capitaine Nemo dans le comic La Ligue des gentlemen extraordinaires d'Alan Moore et Kevin O'Neill.
- Lors de la sortie du film de 1954, une sorte de roman-photo réalisé à partir d'images du film est apparue dans Le Journal de Mickey.
- Vingt Mille Lieues sous les mers, adapté par Geronimo Stilton, éditions Albin Michel Jeunesse.
- Plusieurs parodies reprenant les personnages de Disney ont été réalisées, notamment:
  - Paperino e le 20mila beghe sotto i mari (Attention ! 20 000 pièces sous les mers), scénario de Massimo Marconi et dessins de Luciano Gatto, 1975, dans Topolino 1011[37].
  - 20,000 Leagues under the Sea (L'Histoire selon Dingo Aujourd'hui : 20000 lieues sous les mers), dessins de Hector Adolfo de Urtiága, Carlos Valenti, Rubén Torreiro, 1978, dans Crest Toothpaste Giveaways 2[38].
  - 19,999 leghe sotto i mari (19 999 lieues sous les mers), scénario de Francesco Artibani et dessins de Lorenzo Pastrovicchio, 2020, dans Topolino 3355 et 3356[39].

### Animation
- 1973 : 20 000 Lieues sous les mers de Joseph Barbera et William Hanna (Australie).
- 1973 : 20 000 Lieues sous les mers de Jules Bass et Arthur Rankin Jr. (États-Unis).
- 1985 : 20 000 Lieues sous les mers de Warwick Gilbert (Australie).
- 1990-1991 : Nadia, le secret de l'eau bleue (Japon) (L'animé japonais reprend assez librement les thèmes de Vingt Mille Lieues sous les mers).
- 1994-1995 : 20 000 Lieues dans l'espace (France).
- 2004 : 20 000 Lieues sous les mers de Scott Heming (États-Unis).

### Attractions
- Le film de 1954 des studios Disney a engendré une série d'attractions dans les parcs Disney :
  - 20,000 Leagues Under the Sea, attraction en submersibles évoluant dans des décors aquatiques proches du film, présente au Magic Kingdom à Orlando jusqu'à son retrait en 1995.
  - Les Mystères du Nautilus à Disneyland Paris, visite du sous-marin avec reconstitution de l'attaque du calmar géant. Cette attraction est associée à Space Mountain, lui-même inspiré du roman De la Terre à la Lune.
  - 20,000 Leagues Under the Sea au parc Tokyo DisneySea. Cette version est proche de celle d'Orlando, bien que la technologie soit très différente. Elle est localisée dans une reconstitution de L'Île mystérieuse, abritant également l'attraction Journey to the Center of the Earth (Voyage au centre de la Terre).

### Jeux vidéo
- 2002 : Le Secret du Nautilus, jeu d'aventure développé par T-Bot et édité par Cryo Interactive. Il raconte l'histoire d'un scientifique au XXIe siècle redécouvrant le sous-marin abandonné. Il sera amené à l'explorer en détail, découvrir ses secrets (notamment grâce au journal holographique de Nemo), et devra échapper à l'intelligence artificielle de l'engin particulièrement hostile.

## Illustrations

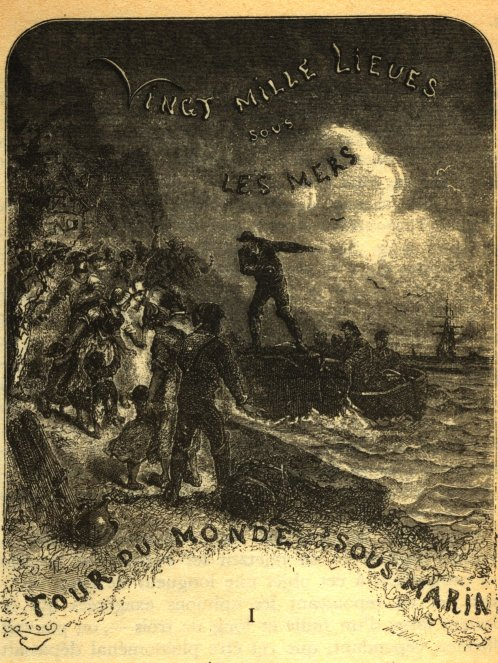
Première partie.
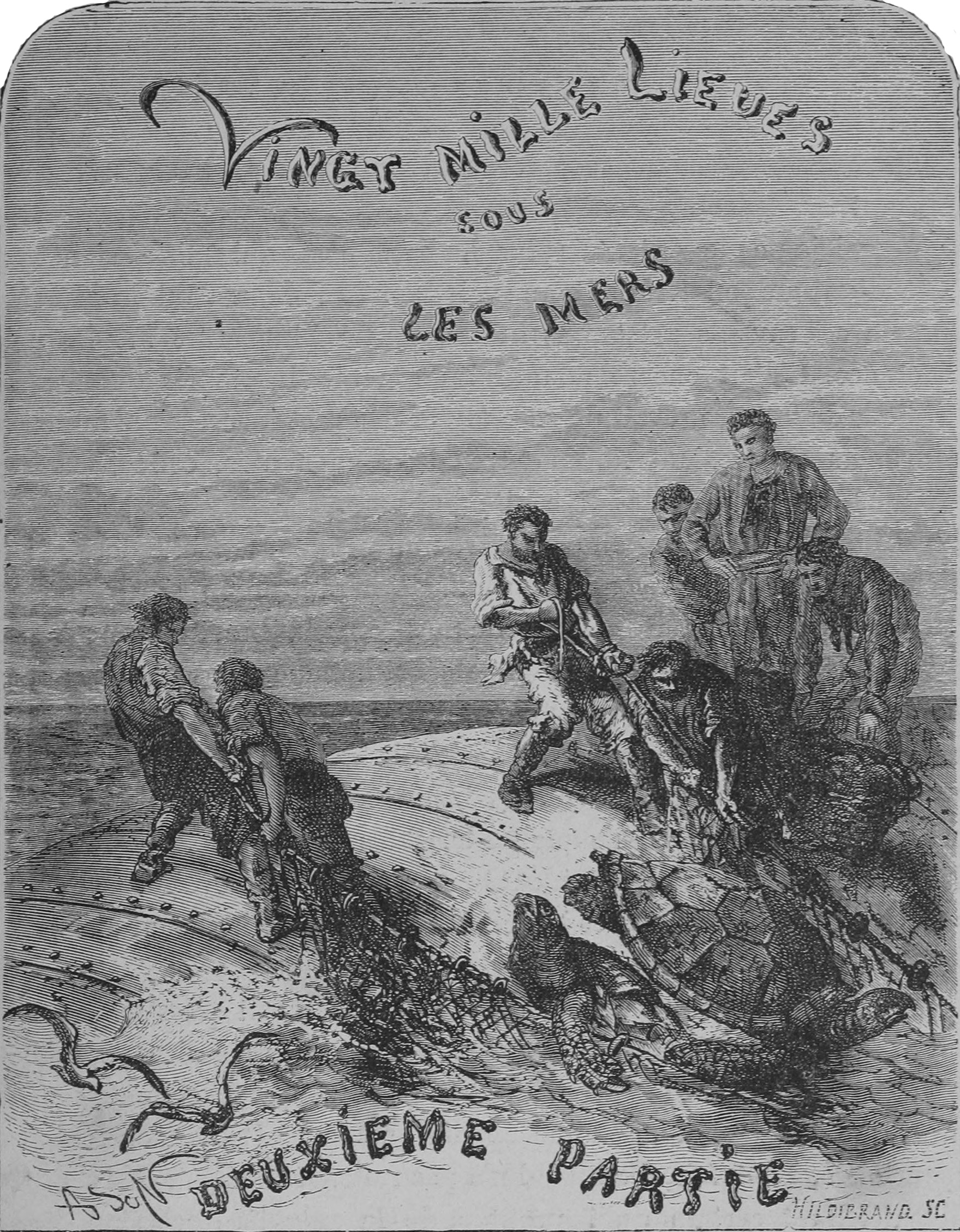
Seconde partie.
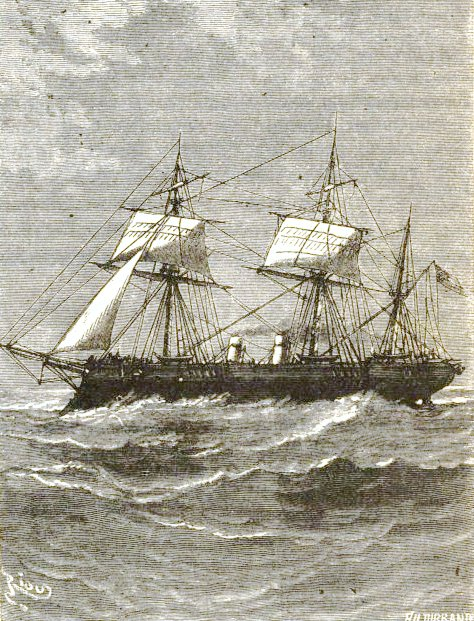
La frégate à vapeur (fictive) USS Abraham Lincoln, une frégate typique de la fin du XIXe siècle.
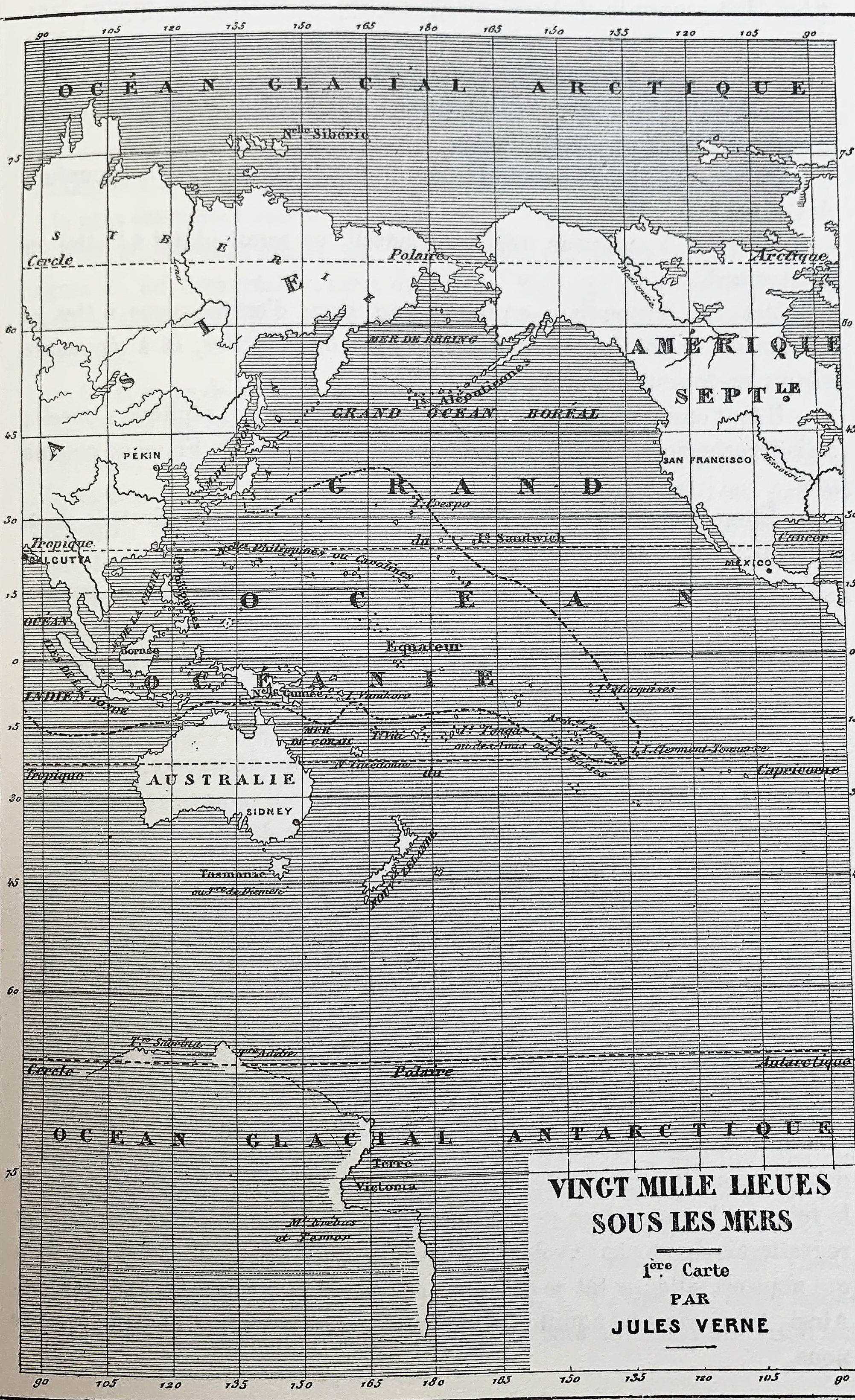
Parcours du Nautilus dans l'Océan Pacifique.
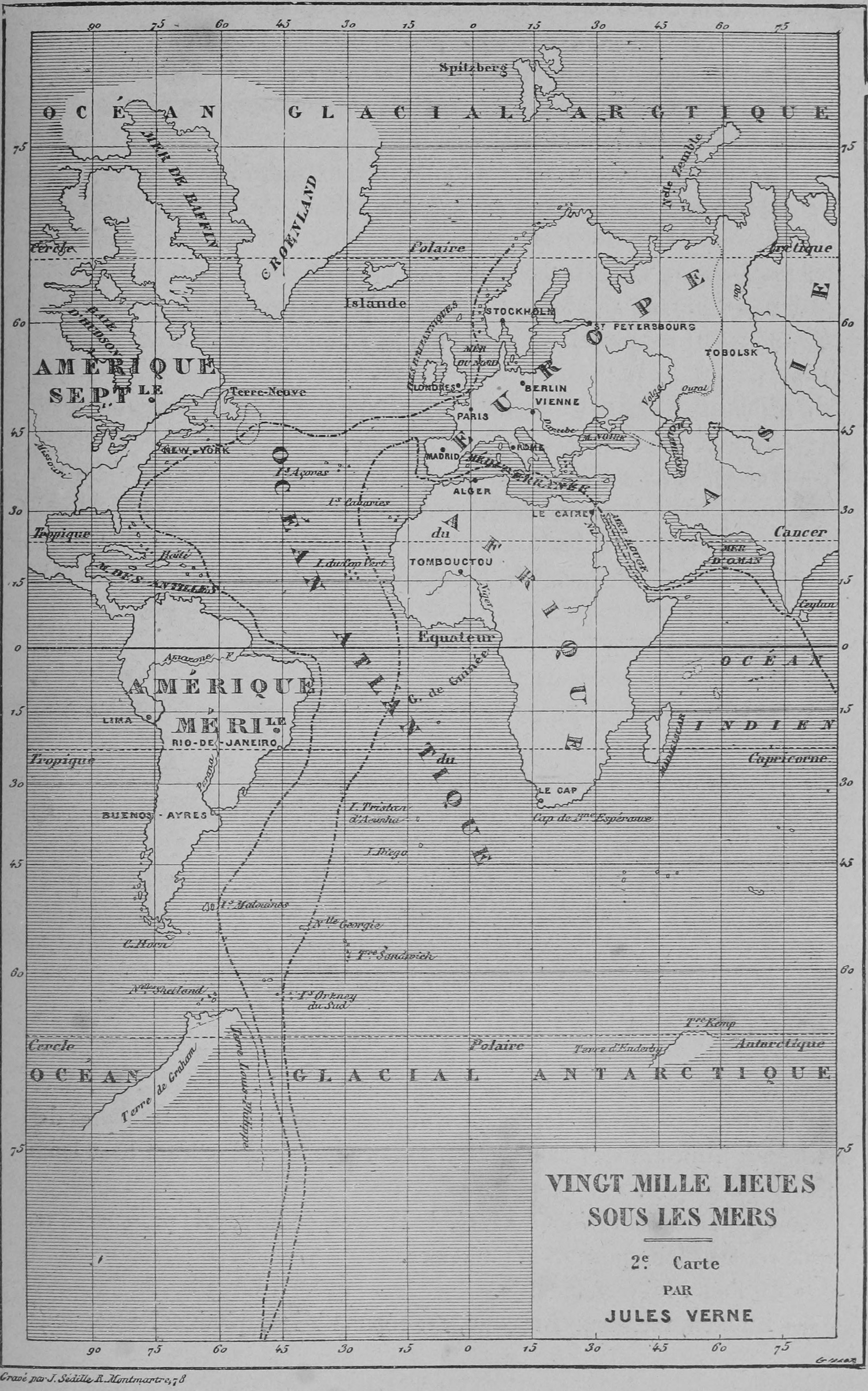
Parcours du Nautilus dans l'Océan Atlantique.
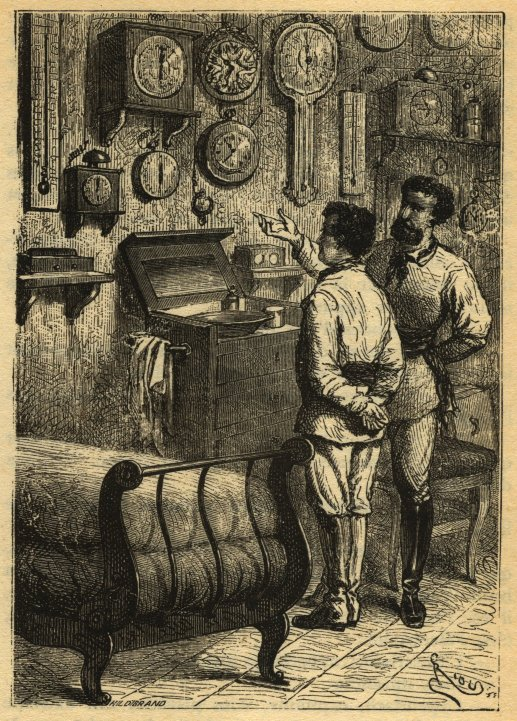
La cabine du Capitaine Nemo à bord du Nautilus.
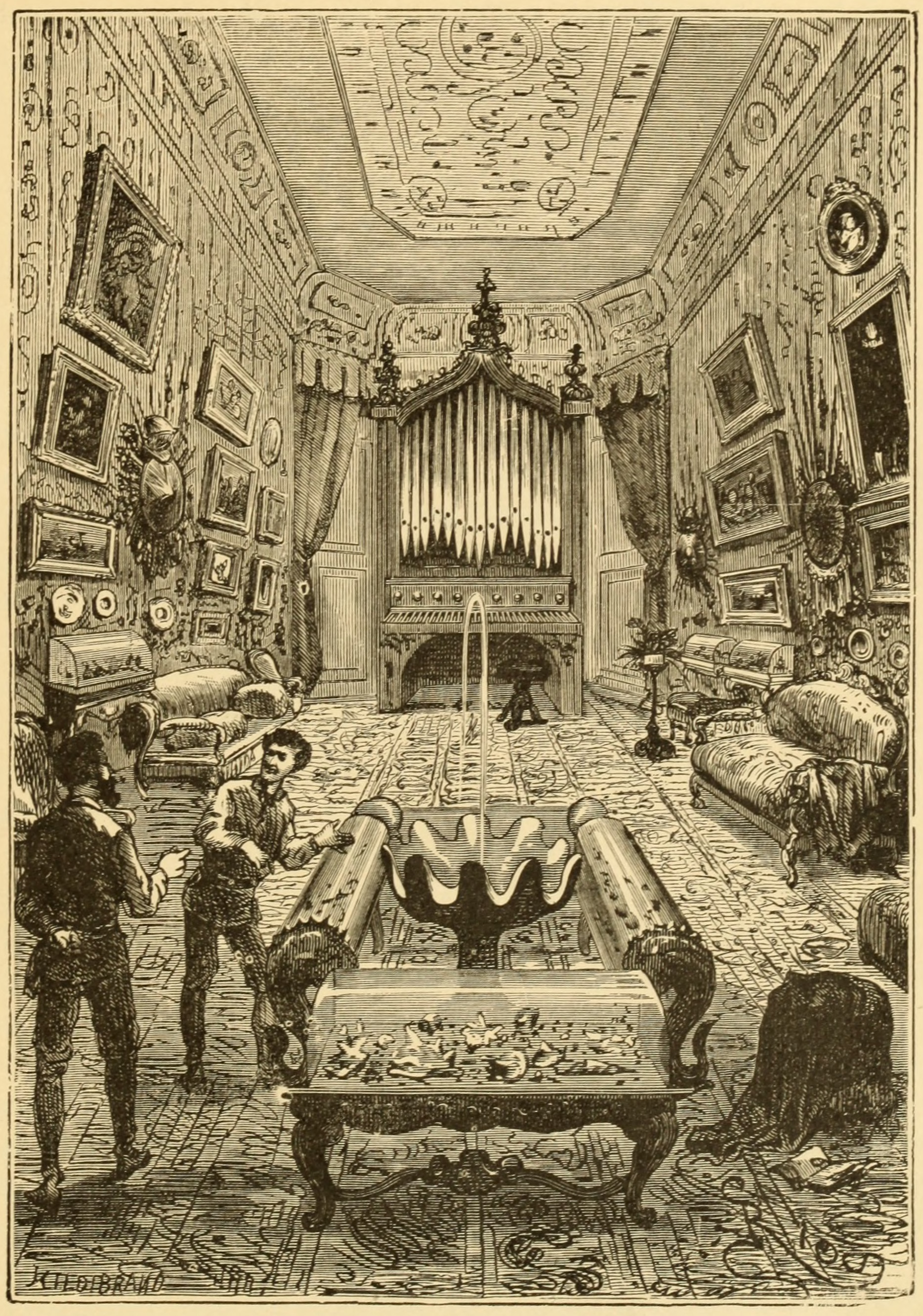
Le salon du Nautilus.
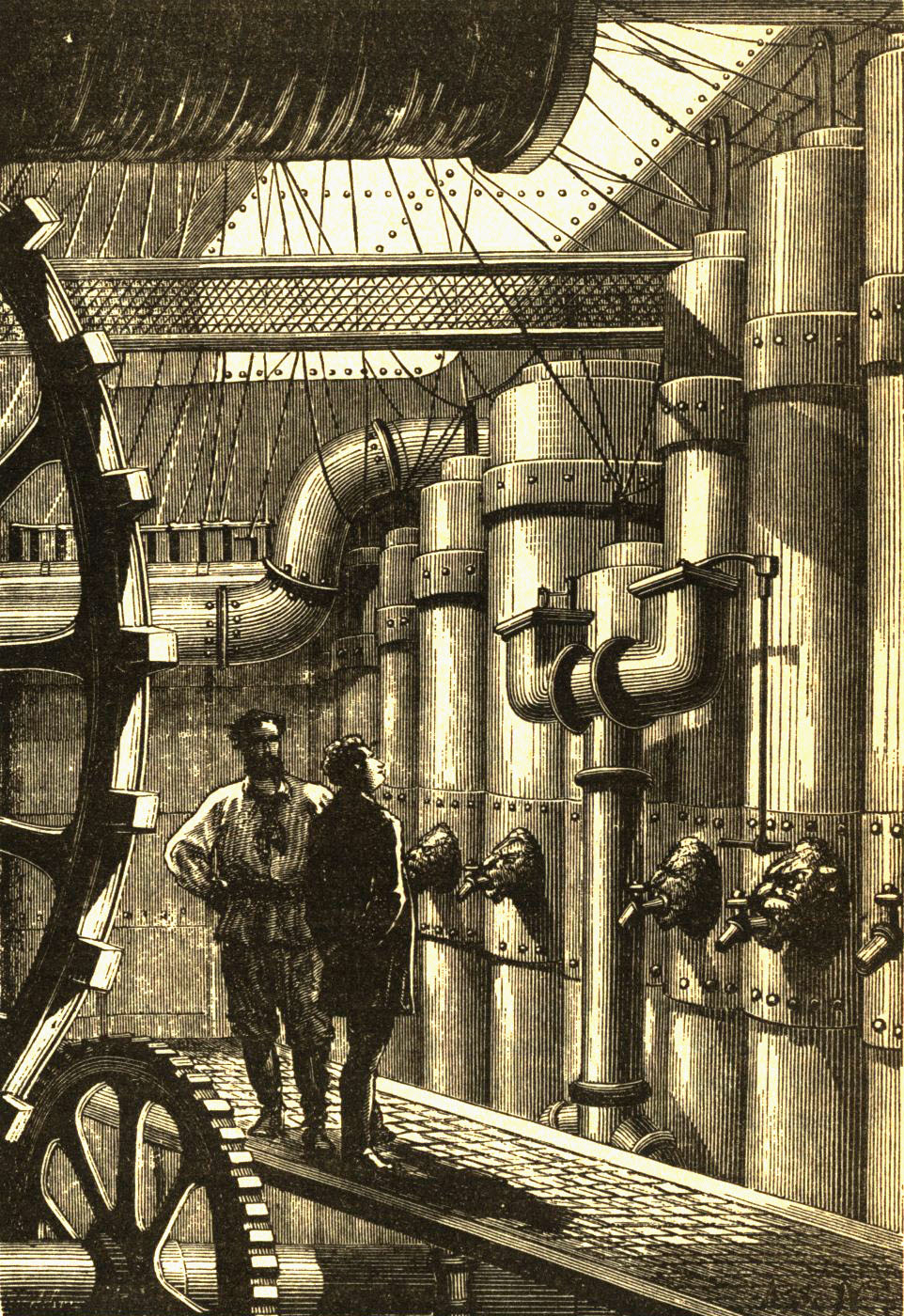
La salle des machines du Nautilus.
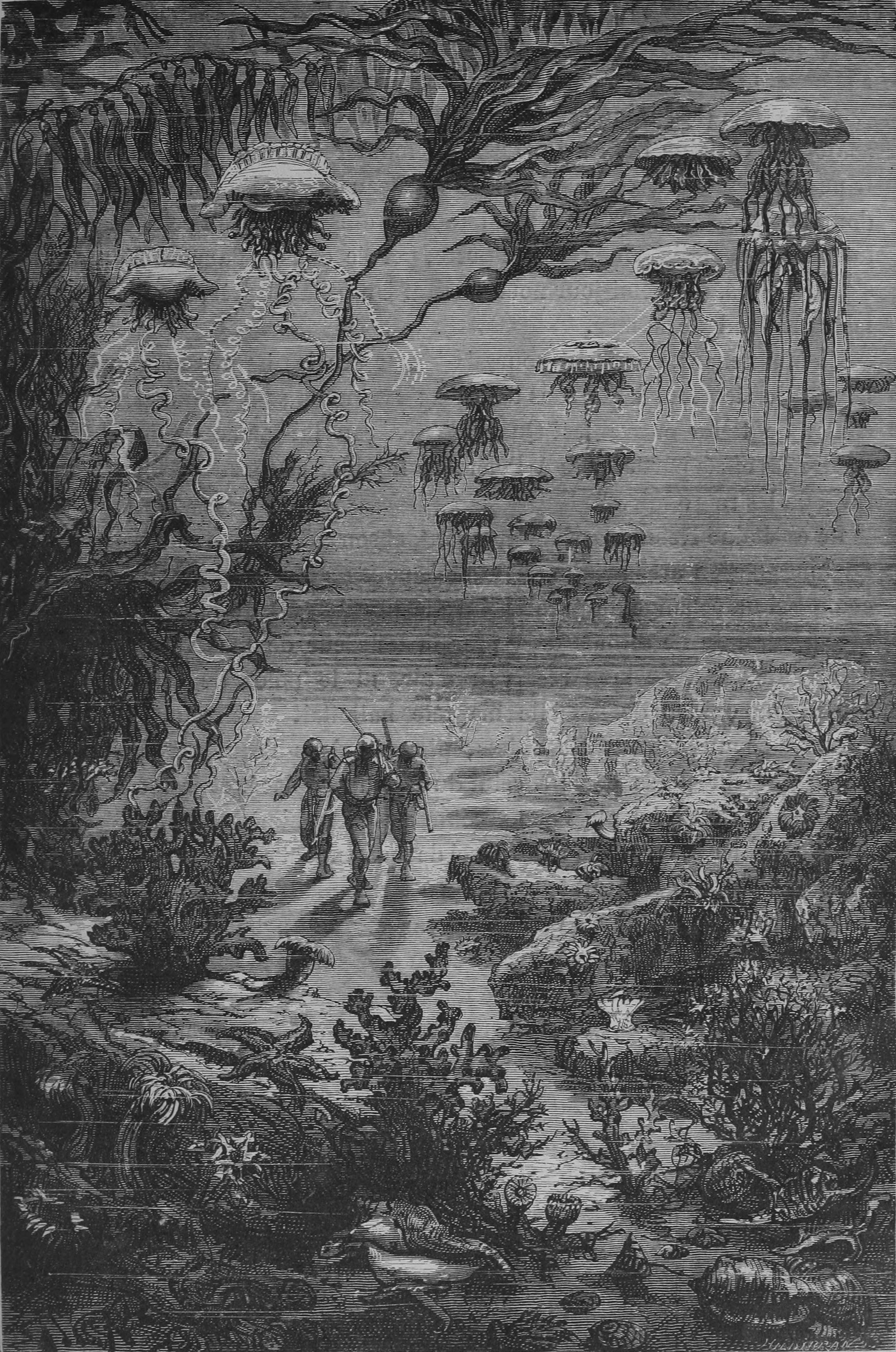
Scaphandriers dans les fonds abyssaux peuplés de méduses.
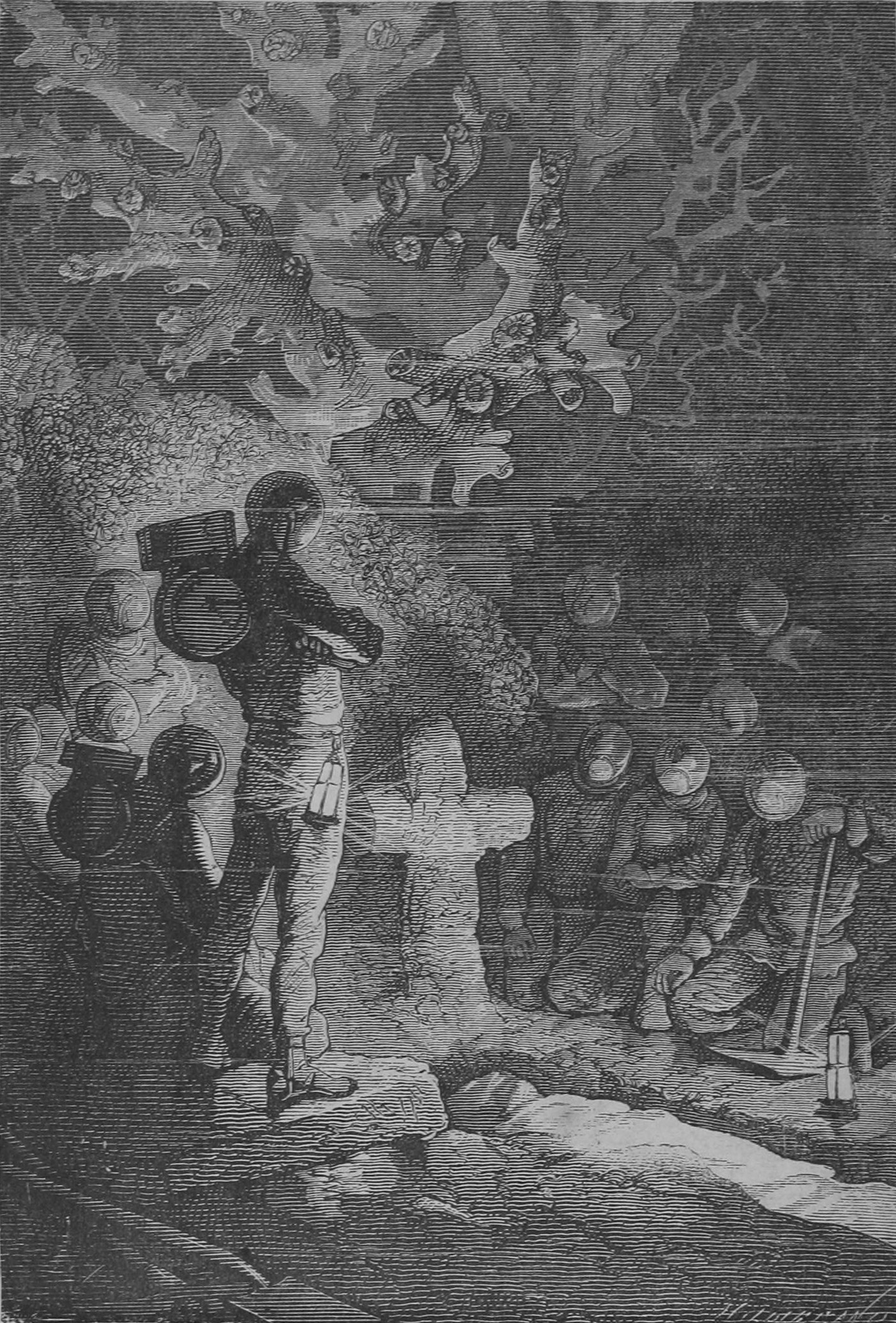
Enterrement sous-marin.